# الدوري التشيلي لكرة القدم 1935
الدوري التشيلي لكرة القدم 1935 (بالإسبانية: Primera División de Chile 1935)‏ هو الموسم 3 من الدوري التشيلي لكرة القدم. كان عدد الأندية المشاركة فيه 6، وفاز فيه ديبورتيس ماجالانز.